# Kościół św. Antoniego w Lasówce
Kościół św. Antoniego w Lasówce – zabytkowy kościół we wsi Lasówka (województwo dolnośląskie).
Kościół filialny parafii w Dusznikach-Zdroju z lat 1910-1912, wpisany do wojewódzkiego rejestru zabytków.

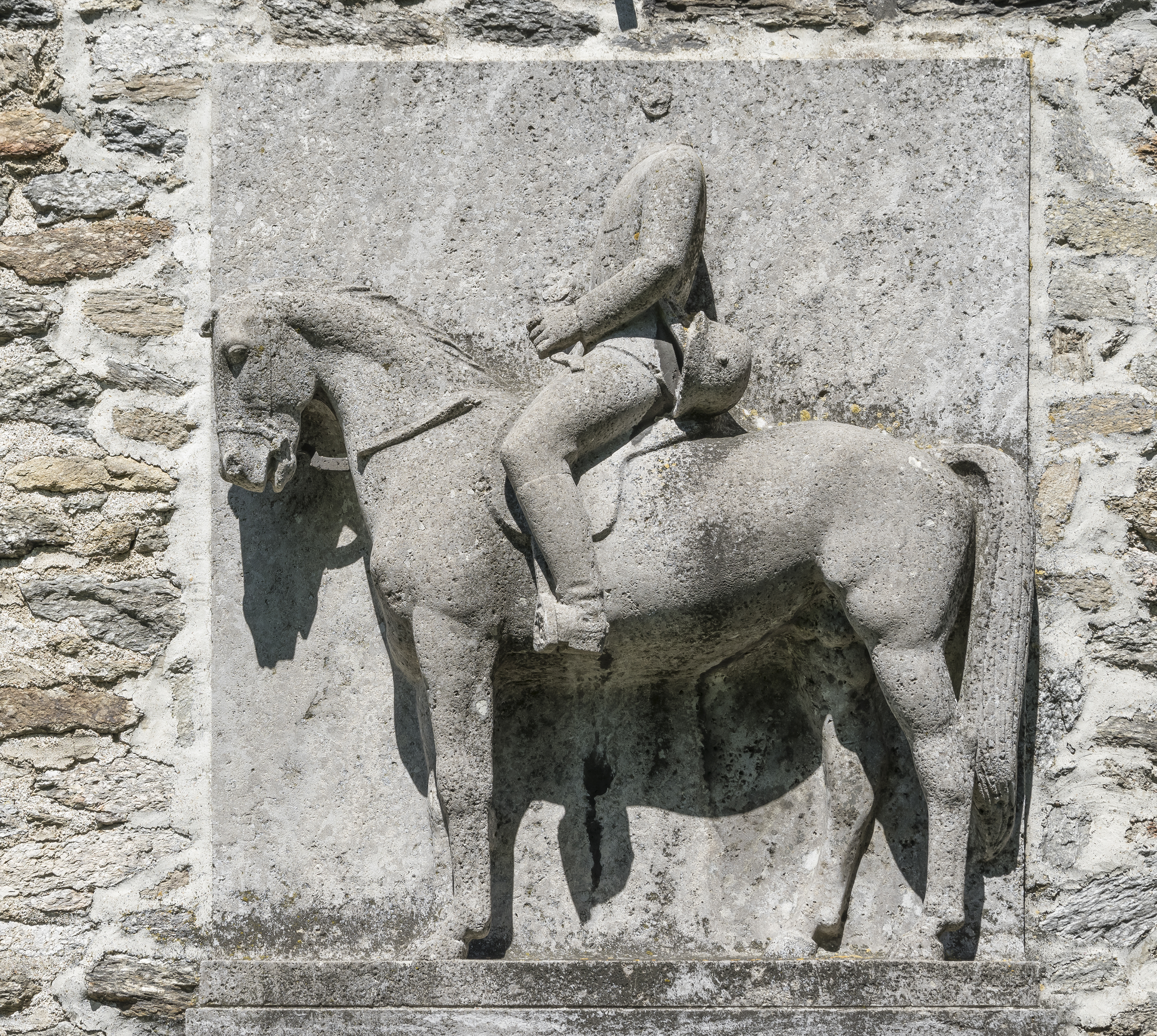